# Wapen van Scherpenheuvel-Zichem

Het wapen van Scherpenheuvel-Zichem sinds 1989.

Het Wapen van Scherpenheuvel-Zichem is het heraldisch wapen van de Belgische gemeente Scherpenheuvel-Zichem. Het wapen werd op 8 november 1989 aan de nieuw gevormde fusiegemeente toegekend.

## Geschiedenis
Nadat de gemeente Averbode, Messelbroek, Scherpenheuvel, Testelt en Zichem in 1976 waren opgegaan in de nieuwe fusiegemeente Scherpenheuvel-Zichem, werd besloten een nieuw wapen voor de gemeente te creëren. Er werd voor gekozen om het wapen in twee helften op te delen, waarbij in de linkerhelft het historische wapen van de stad Zichem (dat ten tijde van het ancien régime ook Scherpenheuvel en een deel van Averbode onder zich had) met in zilver 3 kepers van lazuur (het voormalige wapen van Zichem uit 1845 was verkeerdelijk in zilver met 3 kepers van sabel) en in de rechterhelft het wapen van het Huis Arenberg (Messelbroek, Testelt en een deel van Averbode maakten namelijk historisch gezien deel uit van het Land van Aarschot en het Huis Arenberg leverde de laatste hertogen van Aarschot). Tot slot werd ter verwijzing naar het bedevaartsoord van Scherpenheuvel een Onze-Lieve-Vrouw van Scherpenheuvel (met een boom erachter) aan het geheel toegevoegd als schildhouder.

## Blazoen
Het wapen heeft de volgende blazoenering:
Gedeeld 1. in zilver drie kepers van lazuur 2. in keel drie vijfbladen van goud doorboord van het veld. Het schild geplaatst voor een Onze-Lieve-Vrouw van Scherpenheuvel van natuurlijke kleur.

## Verwante wapens

Wapen van de middeleeuwse stad Zichem.
Wapen van het Huis Arenberg.